# El Ojuelo
El Ojuelo es una localidad del estado mexicano de Jalisco. Es parte del municipio de Lagos de Moreno.

## Demografía
| Gráfica de evolución demográfica |
|                                  |

| Censo | Población |
| ----- | --------- |
| 1900  | 307       |
| 1910  | 325       |
| 1921  | 184       |
| 1930  | 156       |
| 1940  | 197       |
| 1950  | 170       |
| 1960  | —         |
| 1970  | 253       |
| 1980  | 329       |
| 1990  | 763       |
| 2000  | 950       |
| 2010  | 1 147     |
| 2020  | 1 113     |